# Charbonnières (Saône-et-Loire)
Charbonnières település Franciaországban, Saône-et-Loire megyében. Lakosainak száma 335 fő (2022. január 1.). Charbonnières La Salle, Clessé, Laizé, Mâcon, Saint-Martin-Belle-Roche és Senozan községekkel határos.

## Népesség
A település népességének változása:
| Lakosok száma | 358  | 341  | 346  | 328  | 322  | 316  | 323  | 329  | 335  |
|               | 2013 | 2015 | 2016 | 2017 | 2018 | 2019 | 2020 | 2021 | 2022 |